# Khilegaon, Athni
Khilegaon là một làng thuộc tehsil Athni, huyện Belgaum, bang Karnataka, Ấn Độ.